# Passeio de Sarasate

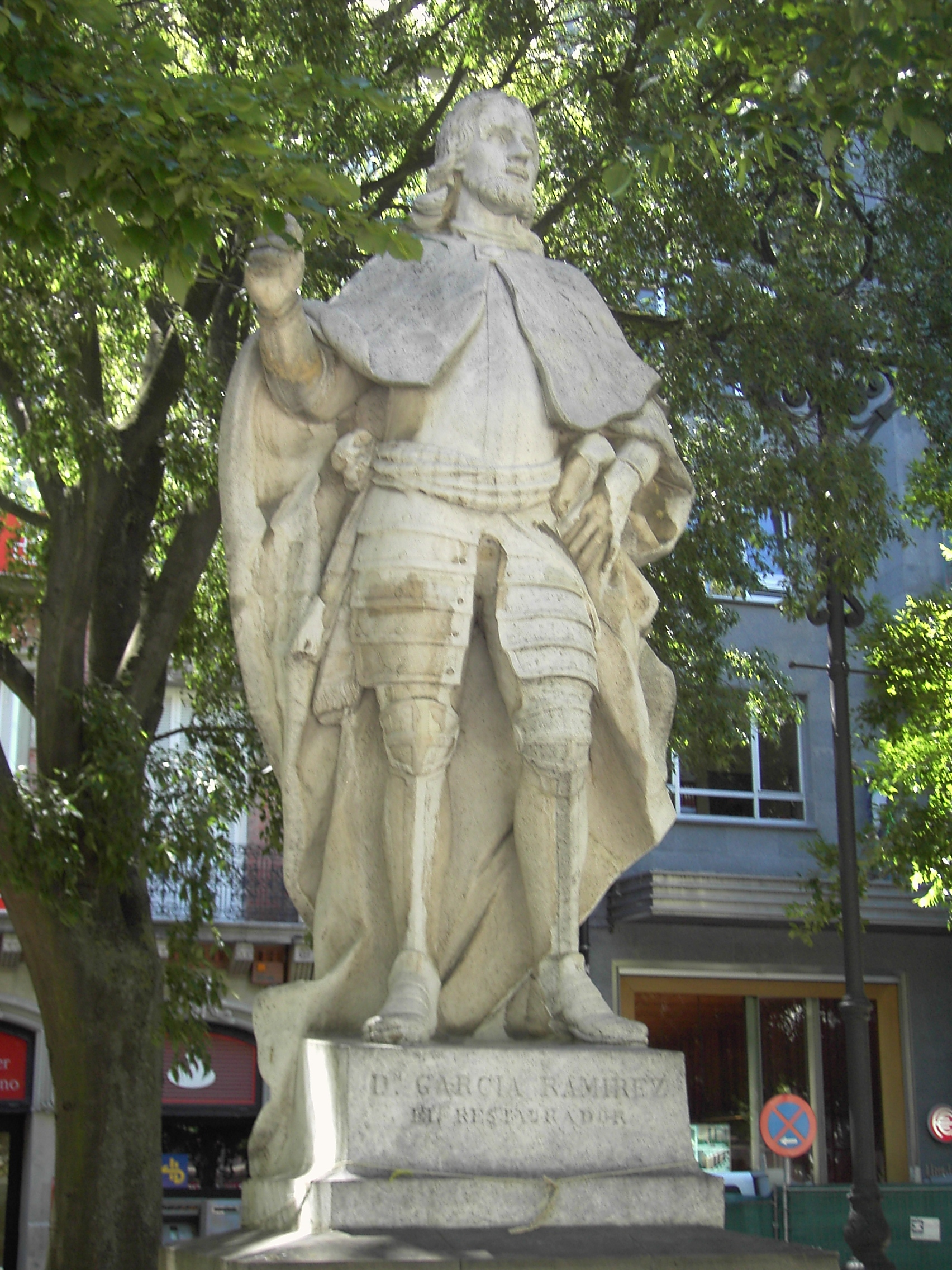
Estátua de Garcia Ramires, rei de Pamplona no século XII no Passeio de Sarasate

O Passeio de Sarasate (nome oficial completo em castelhano: Paseo de Pablo Sarasate; em basco: Sarasate pasealekua), também conhecido popularmente como Paseo Valencia, é um parque ou uma avenida ajardinada emblemática da cidade de Pamplona, a capital da Comunidade Foral de Navarra, Espanha. Situa-se entre o Casco Antiguo, a parte mais antiga da cidade, e o Segundo Ensanche e é usual ser palco de algumas das concentrações mais significativas que se realizam em Pamplona. Foi batizado em honra de Pablo de Sarasate (1844-1908), um violinista natural de Pamplona.

## História
Durante a Idade Média, a muralha de Pamplona passava ao longo da atual linha de edifícios do lado mais próximo do casco antigo (norte). A Igreja de São Nicolau, que atualmente tem um dos lados no paseo, fazia parte dessa muralha. O que é hoje o Passeio de Sarasate encontrava-se no exterior da muralha, ou seja, fora da cidade.
Essa situação manteve-se até que, no século XVI, após a conquista de Navarra pelos castelhanos, foram construídas novas muralhas (as que existem hoje), ficando a zona dentro do perímetro dessas muralhas. Tratava-se de um espaço arborizado, usado com espaço público social e recreativo, à semelhança do Parque da Taconera; aliás, nessa altura a zona considerava-se parte da Taconera.
No século XIX a zona foi convertida em paseo e adquiriu a forma que ainda hoje conserva. Inicialmente denominou-se Passeio de Valência, um nome ainda usado por alguns setores da população. Segundo o médico e historiador José Joaquín Arazuri, essa antiga designação tem origem no escrivão Prudencio Valencia, que gozava de grande prestígio em toda a Navarra e tinha o seu escritório na rua próxima de Lindachiquía; como havia muita gente a recorrer aos seus serviços, o parque acabou por ficar conhecido com o seu nome. Após a morte de Pablo Sarasate, o ayuntamiento resolveu batizar o jardim com o nome daquele que foi um violinista e compositor de fama internacional que nasceu na vizinha Calle San Nicolás. Durante um breve período, em 1974, voltou a chamar-se oficialmente Paseo Valencia, mas rapidamente se voltou a repôr o nome do músico.

## Edifícios e monumentos
Palácio de Navarra
Sede do Governo de Navarra, a sua fachada principal, que fecha o passeio a oriente, bem como a maior parte do resto, foi construída no século XIX em estilo neoclássico. No século XX foram adicionados as estátuas dos reis de Navarra Sancho o Grande e Sancho o Forte em nichos da fachada e a "alegoria de Navarra" do frontão, com os dois tipos navarros: o montanhês e o ribeirinho (da Ribera). Nas colunas da direita dos alpendres ainda se podem ver as marcas deixadas pelo bombardeamento aéreo lançado sobre Pamplona em 1937, durante a Guerra Civil Espanhola.
Banco de Espanha
É o edifício situado na esquina em frente ao Palácio de Navarra, que também dá para a Avenida de Santo Inácio. Obra dos arquitetos José Astiz e José Yárnoz Larrosa, foi edificado entre 1925 e 1927. De estilo clássico, conforme mandavam os usos desse tempo para edifícios institucionais em Espanha, com proporções equilibradas, como que refletindo o neoclassicismo do palácio vizinho. Na zona mais nobre é destacada por quatro colunas no frontão que dá para o passeio e por pilastras na fachada que dá para a avenida. O conjunto tem um ar mais ligeiro que o palácio por usar ordem jónica em vez da dórica do palácio. A mansarda de ardósia difere da arquitetura burguesa francesa onde este elemento arquitetónico é muito usual.
Monumento aos Forais de Navarra

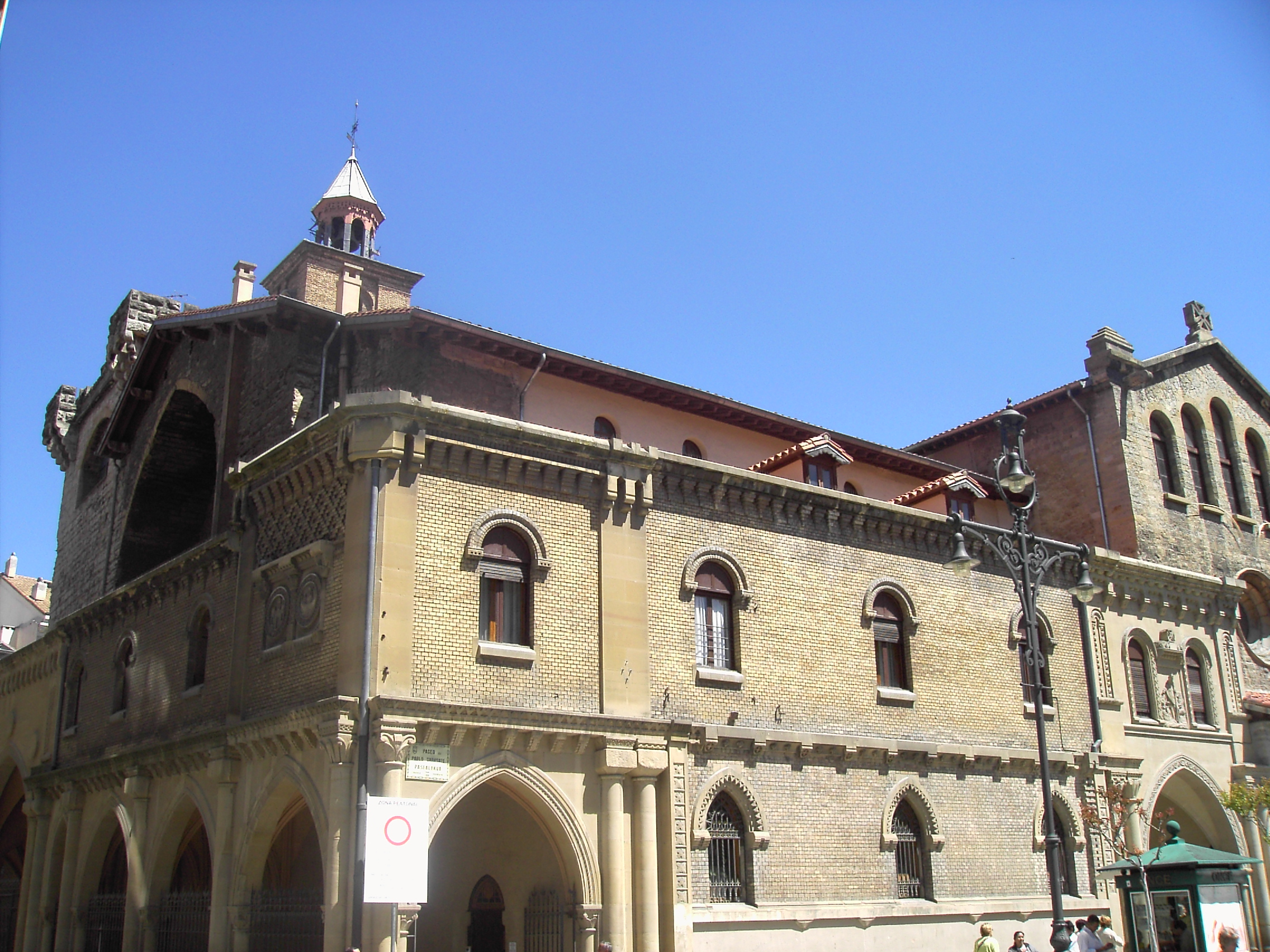
Fachada da igreja de Igreja de São Nicolau virada para o Passeio de Sarasate

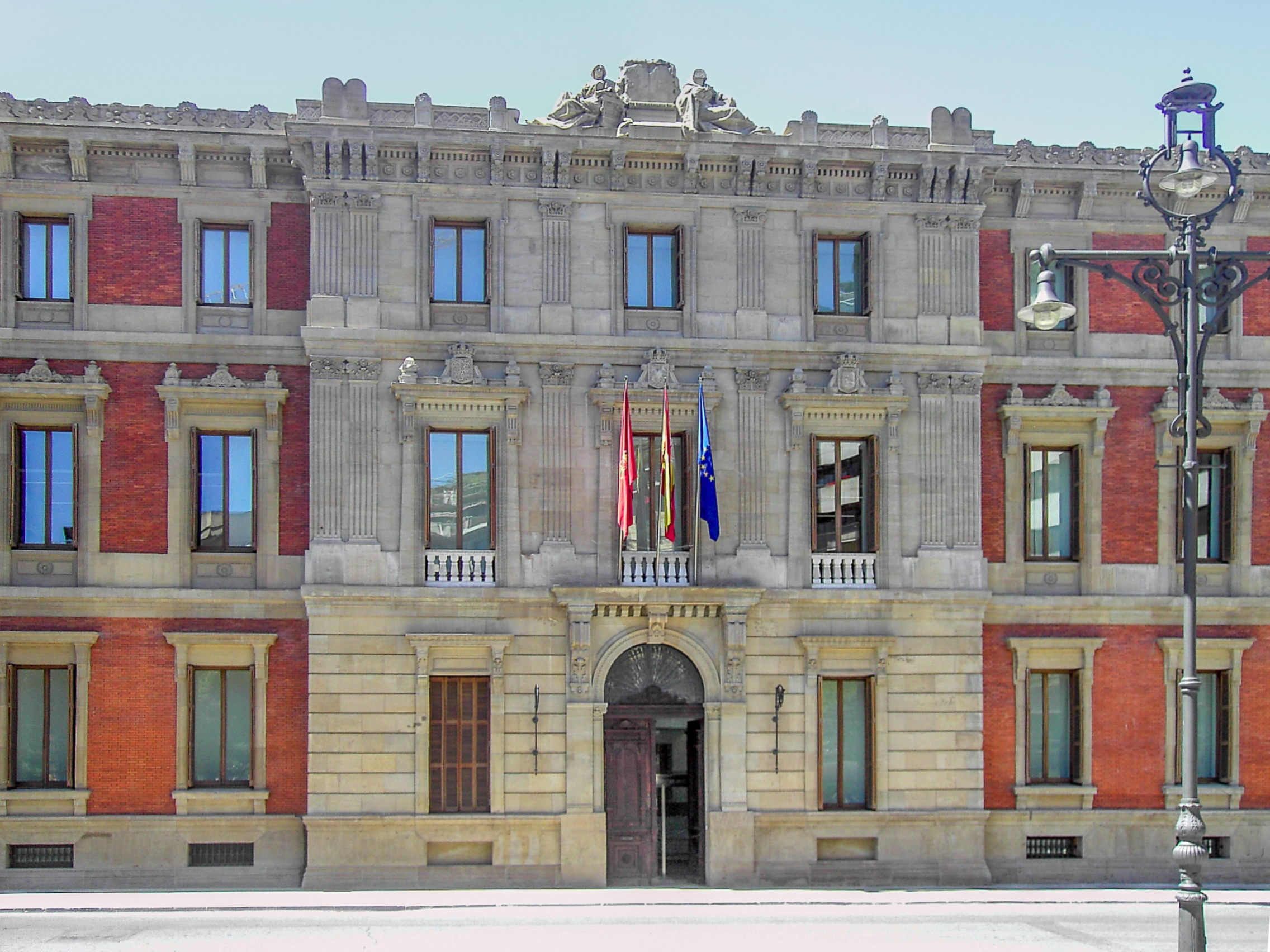
Fachada do Parlamento de Navarra, no extremo ocidental do Passeio de Sarasate

Símbolo das liberdades de Navarra, este emblemático monumento ergue-se em frente ao Palácio de Navarra desde 1903. Foi construído por subscrição pública depois dos acontecimentos da Gamazada, quando o ministro das finanças espanhol Germán Gamazo tentou suprimir o regime fiscal especial de Navarra, o que provocou uma gigantesca onda popular de protestos. Apesar da lei que suprimia os fueros tivesse sido esmagadoramente aprovada nas Cortes Espanholas, o certo é que nunca chegou a ser aplicada.
No alto do monumento, que tem 25 metros de altura, uma matrona que simboliza Navarra segura os forais na mão e, mais abaixo, cinco figuras simbolizam o trabalho, a paz, a justiça, a autonomia e a história. Há ainda cinco placas com inscrições alusivas à defesa dos forais. Três das inscrições estão em castelhano e duas em basco (uma destas últimas escrita com caracteres inspirados nos alfabetos ibéricos.
Igreja de São Nicolau
A igreja-fortaleza de San Nicolás foi originalmente erigida no século XII para atender ofícios religiosos e para servir de bastião militar e defensivo dos residentes do burgo homónimo, que constantemente se enfrentava os ouro burgos da cidade (Navarrería e São Saturnino). A igreja atual data dos séculos XIII e XIV, com aprtes acrescentadas no século XIX. Teve diveras torres, mas a que existe atulmente é de 1924.
Parlamento de Navarra
Situado no lado ocidental do jardim, foi construído em 1892 como Palácio da Justiça (Tribunal) e manteve essa função até 1996. Desde 2002 que é a sede do Parlamento de Navarra, após ter passado por uma remodelação que só manteve a fachada original. O corpo principal aproxima-se do classicismo, empregando apenas pedra, enquanto os frontões secundários estão próximos do ecletismo. Apesar da sua nova função, no telhado ainda se conserva uma alegoria da Justiça, com balança e as tábuas da lei.
Estátuas de reis
O passeio central do Paseo de Sarasate está decorado com seis estátuas em tamanho natural de reis de Navarra, provenientes de um projeto para decoração do Palácio Real de Madrid que não chegou a ser concretizado. As estátuas foram executadas entre 1750 e 1753. Em 1972 houve uma troca de estátuas, tendo sido devolvidas a Madrid as que representavam Fernando VI e a sua esposa Bárbara de Bragança); em troca foram ecebidas estátuas dos reis de Navarra Filipe III, Joana II e Garcia Ramires.

## Edifícios desaparecidos

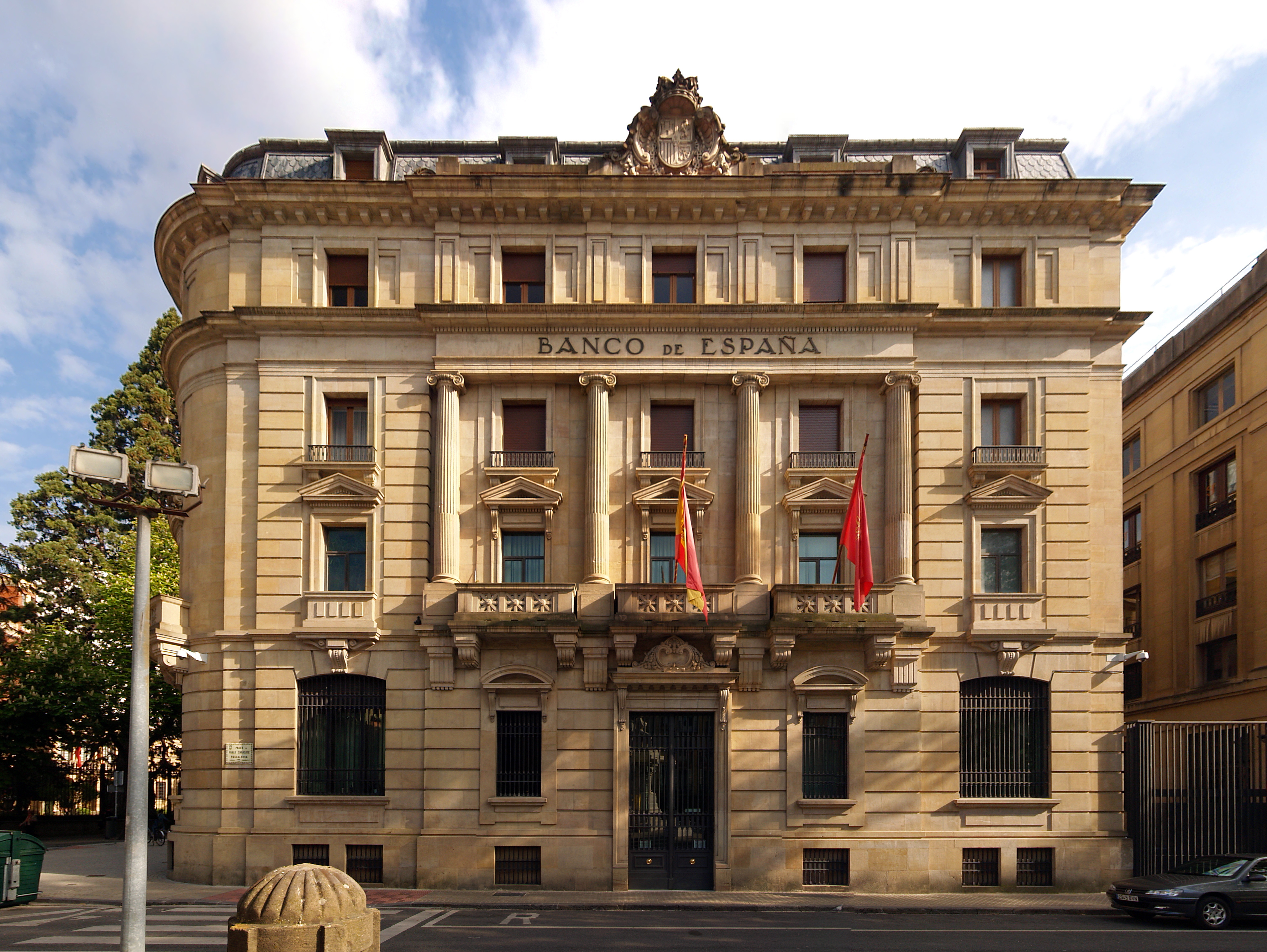
Edifício do Banco de Espanha

- No local onde hoje se encontra o Banco de Espanha situava-se a Casa de da Misericórdia, popularmente conhecida como Meca, que foi criada em 1692 para atender os mendigos e gentes necessitadas. O edifício foi construído entre 1702 e 1706.
- Junto à anterior, ocupando parte do lote do Banco de Espanha e de outras casas atuais, encontrava-se o Mesón de los Carros, uma importante fonda (restaurante) orientada para viajantes. Em 1931 os frades escolápios ocuparam o edifício para o usarem como escola, mas depressa se transferiram para o Segundo Ensanche.
- A meio do paseo ficava a Casa de Pastores, outro restaurante, de menor categoria que o Mesón de los Carros, frequentado sobretudo por gente de fora que vinha à cidade para trabalhar.
- Entre o paseo e o que é hoje a Praça del Vínculo situa-se a Casa de Banhos, construída com pedras da Igreja de São Lourenço, que foi parcialmente demolida por ter ficado muito danificada durante as Guerras Carlistas. Foi inaugurada em 1854 e foi usada até 1922, quando passou a ser um armazém.
- Na segunda esquina do paseo com a Calle Cidadela existiram duas casas ocupadas brevemente pelas Carmelitas Descalças quando abandonaram o bairro da Madalena. As freiras mudaram-se pouco depois, de forma definitiva para a Calle Descalzos. Na mesmo localização estve anos depois o Hospital de São João de Deus e seguidamente o quartel de São Martinho, que foi derrubado em 1855. Dez anos depois foi construído no local a Casa Alzugaray, que foi sede do governo civil até 1914.